# Роберта (фильм)
Роберта (англ. Roberta) — чёрно-белый художественный фильм 1935 года, снятый на основе одноимённого мюзикла по роману Э. Д. Миллер (Бродвей, 1933). В главных ролях Айрин Данн, Фред Астер и Джинджер Роджерс.

## Слоган
«A Heart-Load of Maddening Beauties.. In Gasping Gowns.. A Fortune in Furs.. A Ransom in Jewels.. In a Song-Studded Romance of Paris in Lovetime!»

## Аннотация
Звезда американского футбола Джон Кент прибывает в Париж вместе со своим другом Геком Хайнсом и его джазовым ансамблем. Русский эмигрант Александр Войда, выписавший для выступлений в своём кафе джазбанд, понимает, что из-за недостаточного знания языка вышла ошибка и прибыли не те, кого он ожидал. Он рвёт контракт с Геком. Оставшись без денег и без работы Хайнс, не унывая, переезжает к тётушке Кента. Тетушкой оказывается Минни — владелица престижного ателье женского платья под вывеской «Роберта».
Именно в этом ателье произойдут судьбоносные встречи главных героев…

## В ролях
- Айрин Данн — Стефани
- Фред Астер — Гекльберри Хайнс
- Джинджер Роджерс — певица Шарвенка
- Рэндольф Скотт — Джон Кент
- Хелен Уэстли — Роберта / тётушка Минни
- Клэр Додд — Софи Тил
- Вирджиния Кэрролл — «спортивная модель»[1] (в титрах не указана)

## Премьеры
Мировая премьера состоялась 8 марта 1935 года.
Европейские премьеры:
- 24 апреля 1935 — Франция
- 21 октября 1935 — Дания
- 26 января 1936 — Финляндия

## Награды
- Номинация на премию «Оскар» 1936 года в категории Лучшая песня («Lovely to Look at»).